# Prostoma graecense
Prostoma graecense is een snoerwormensoort. De wetenschappelijke naam van de soort is voor het eerst geldig gepubliceerd in 1892 door Böhmig.